# Luc (Hautes-Pyrénées)
Pour les articles homonymes, voir Luc.
Luc est une commune française située dans le centre du département des Hautes-Pyrénées, en région Occitanie. Sur le plan historique et culturel, la commune est dans l’ancien comté de Bigorre, comté historique des Pyrénées françaises et de Gascogne.
Exposée à un climat de montagne, elle est drainée par l'Arrêt et par divers autres petits cours d'eau. La commune possède un patrimoine naturel remarquable composé de deux zones naturelles d'intérêt écologique, faunistique et floristique.
Luc est une commune rurale qui compte 175 habitants en 2022, après avoir connu un pic de population de 523 habitants en 1866. Elle fait partie de l'aire d'attraction de Tarbes. Ses habitants sont appelés les Lucais ou  Lucaises.

## Géographie

### Localisation
La commune de Luc se trouve dans le département des Hautes-Pyrénées, en région Occitanie.
Elle se situe à 12 km à vol d'oiseau de Tarbes, préfecture du département, et à 7 km de Tournay, bureau centralisateur du canton de la Vallée de l'Arros et des Baïses dont dépend la commune depuis 2015 pour les élections départementales.
La commune fait en outre partie du bassin de vie de Tournay.
Les communes les plus proches sont : 
Hitte (1,0 km), Oléac-Dessus (1,4 km), Oueilloux (1,8 km), Fréchou-Fréchet (2,7 km), Poumarous (2,8 km), Orignac (3,1 km), Barbazan-Dessus (3,2 km), Montignac (4,1 km).
Sur le plan historique et culturel, Luc fait partie de l’ancien comté de Bigorre, comté historique des Pyrénées françaises et de Gascogne créé au IXe siècle puis rattaché au domaine royal en 1302, inclus ensuite au comté de Foix en 1425 puis une nouvelle fois rattaché au royaume de France en 1607. La commune est dans le pays de Tarbes et de la Haute Bigorre.

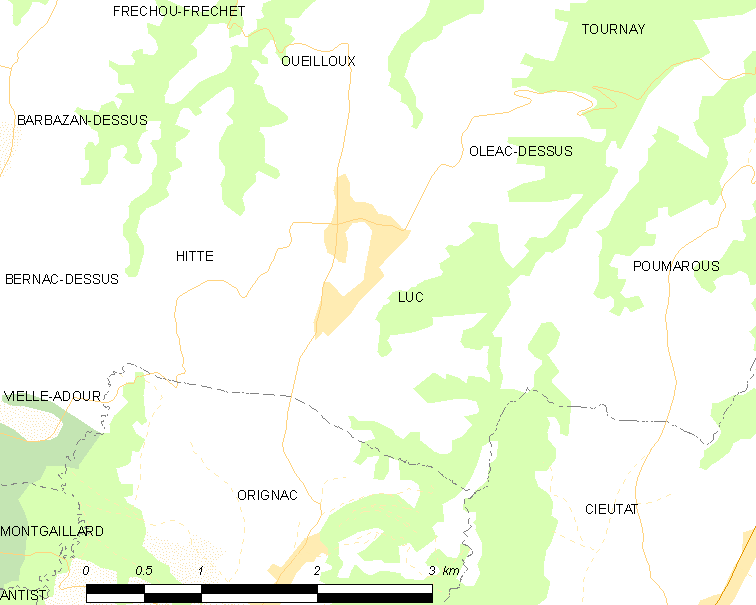
Carte de la commune de Luc et des proches communes.

|       | Oueilloux | Oléac-Dessus |
| Hitte | Luc       | Poumarous    |
|       | Orignac   | Cieutat      |

### Hydrographie
Le ruisseau de Lascastagnères (affluent gauche de l'Arrêt-Darré) traverse la commune du sud au nord et forme la limite ouest avec la commune de Hitte.

Le ruisseau de Riou-Darré (affluent droit de l'Arrêt-Darré) traverse la commune du sud au nord en partie nord et forme un tronçon de la limite avec la commune d'Oléac-Dessus.
 
Le ruisseau de l'Arrêt (affluent gauche de l'Arros) traverse le territoire de la commune du sud au nord et forme la limite nord avec les communes de Poumarous et Cieutat.

Le ruisseau du Goutau et le ruisseau de Hount-Hérède (tous affluents gauche de l'Arrêt) traversent le territoire de la commune d'ouest en est.

### Climat
Le climat est tempéré de type océanique, en raison de l'influence proche de l'océan Atlantique situé à peu près 150 km plus à l'ouest. La proximité des Pyrénées fait que la commune profite d'un effet de foehn, il peut aussi y neiger en hiver, même si cela reste inhabituel.
| Mois                              | jan.  | fév.  | mars  | avril | mai   | juin  | jui.  | août  | sep.  | oct.  | nov.  | déc.  | année   |
| --------------------------------- | ----- | ----- | ----- | ----- | ----- | ----- | ----- | ----- | ----- | ----- | ----- | ----- | ------- |
| Température minimale moyenne (°C) | 0,6   | 1,3   | 2,7   | 5,2   | 8,3   | 11,6  | 14,1  | 13,9  | 11,7  | 8     | 3,6   | 1,3   | 6,9     |
| Température moyenne (°C)          | 5,3   | 6,1   | 7,8   | 10    | 13,3  | 16,7  | 19,3  | 19    | 17,2  | 13,3  | 8,5   | 5,8   | 11,9    |
| Température maximale moyenne (°C) | 9,9   | 11    | 12,9  | 14,8  | 18,3  | 21,7  | 24,5  | 24    | 22,6  | 18,6  | 13,4  | 10,4  | 16,8    |
| Ensoleillement (h)                | 108,8 | 118,8 | 155,6 | 157,2 | 181,3 | 191,5 | 215,5 | 196,4 | 194,5 | 164,4 | 124,4 | 104,4 | 1 912,8 |
| Précipitations (mm)               | 112,8 | 97,5  | 100,2 | 105,7 | 113,6 | 80,7  | 57,3  | 70,3  | 71    | 85,2  | 93    | 112,1 | 1 099,4 |

### Milieux naturels et biodiversité
L’inventaire des zones naturelles d'intérêt écologique, faunistique et floristique (ZNIEFF) a pour objectif de réaliser une couverture des zones les plus intéressantes sur le plan écologique, essentiellement dans la perspective d’améliorer la connaissance du patrimoine naturel national et de fournir aux différents décideurs un outil d’aide à la prise en compte de l’environnement dans l’aménagement du territoire.
Une ZNIEFF de type 1 est recensée sur la commune :
le « réseau hydrographique de l'Arrêt-Darré » (63 ha), couvrant 13 communes du département et une ZNIEFF de type 2, : 
le « plateau et vallons des Coustalats » (7 832 ha), couvrant 25 communes du département.

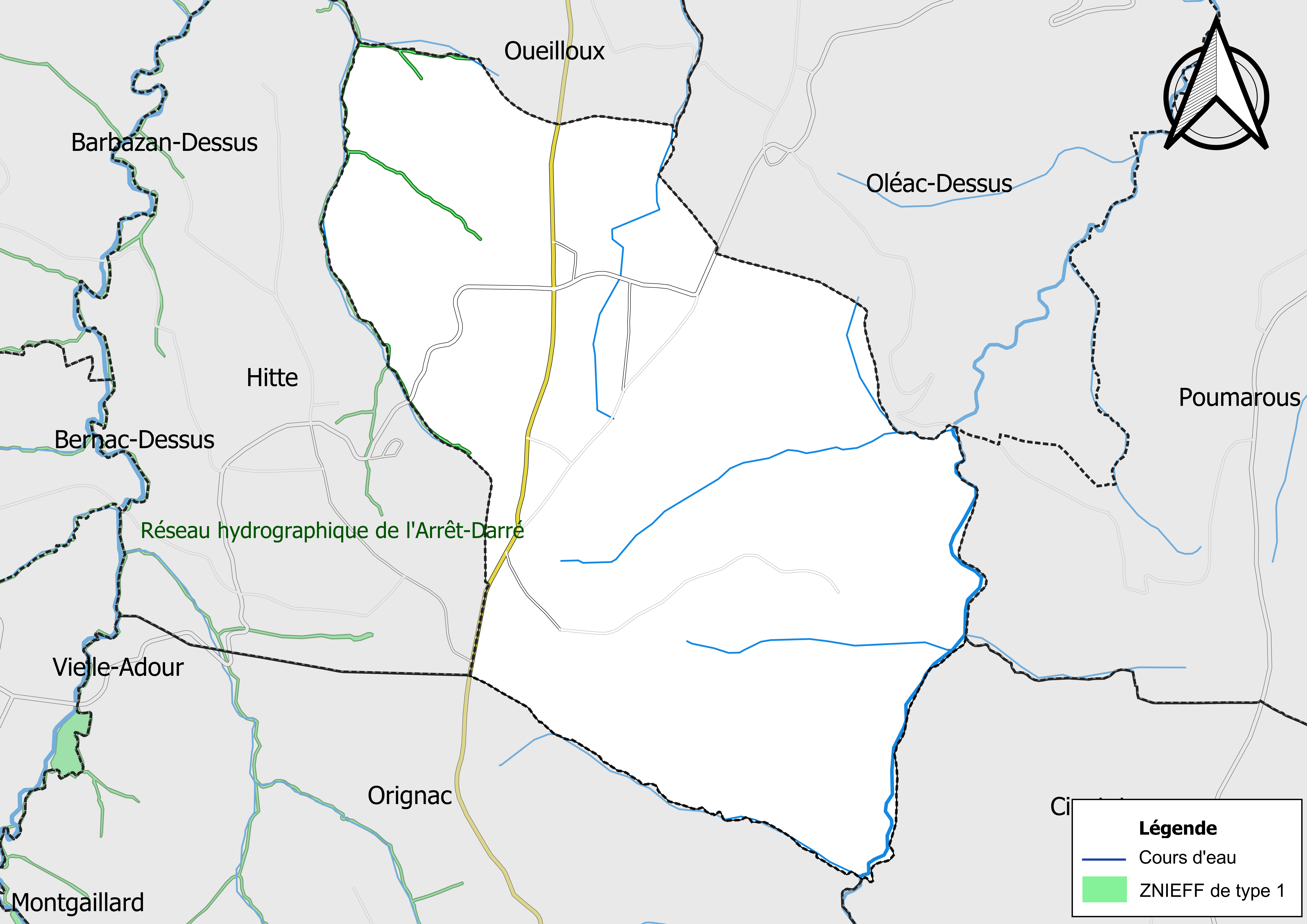
Carte de la ZNIEFF de type 1 sur la commune.
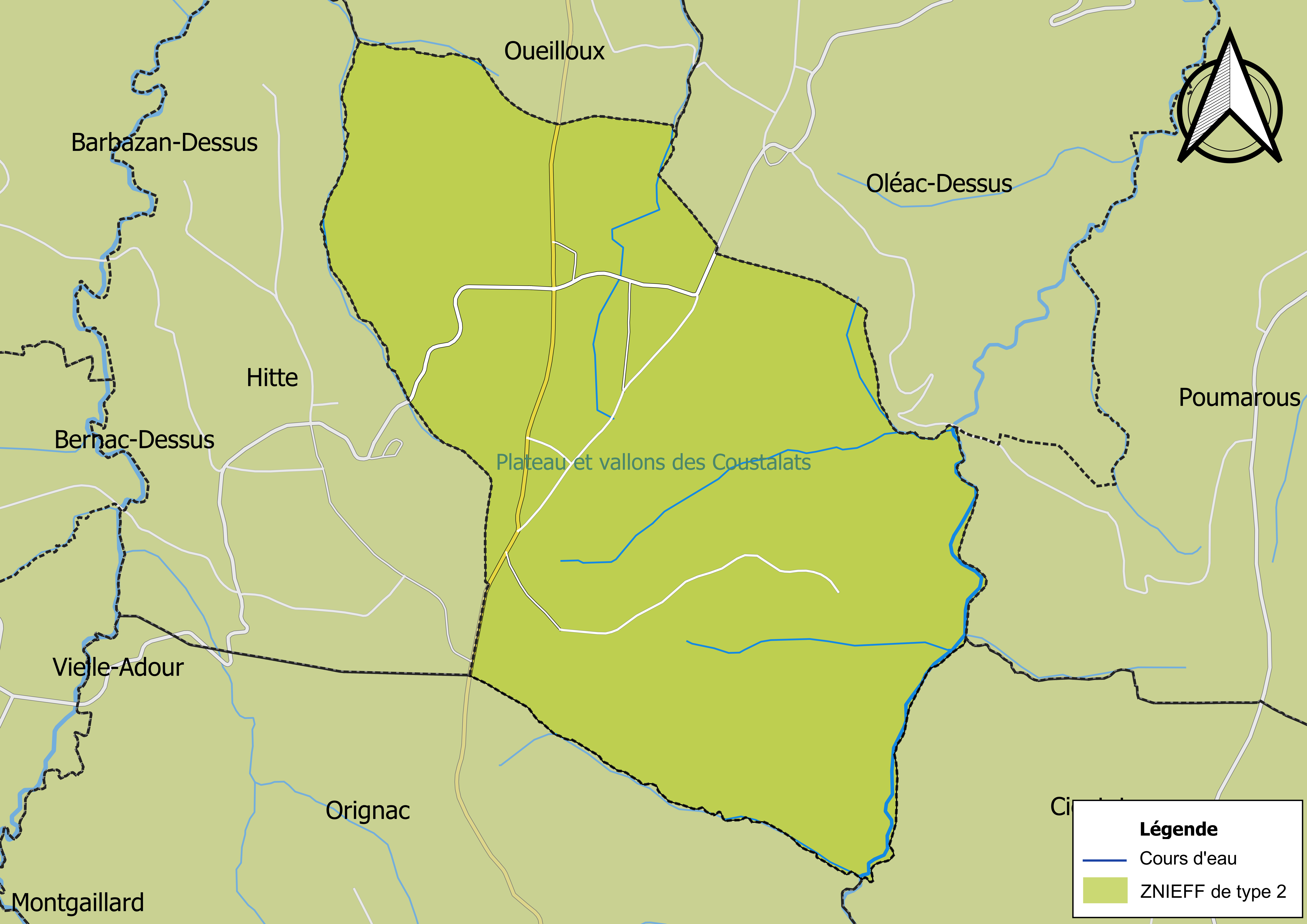
Carte de la ZNIEFF de type 2 sur la commune.

## Urbanisme

### Typologie
Au 1er janvier 2024, Luc est catégorisée commune rurale à habitat dispersé, selon la nouvelle grille communale de densité à sept niveaux définie par l'Insee en 2022.
Elle est située hors unité urbaine. Par ailleurs la commune fait partie de l'aire d'attraction de Tarbes, dont elle est une commune de la couronne,. Cette aire, qui regroupe 153 communes, est catégorisée dans les aires de 50 000 à moins de 200 000 habitants,.

### Occupation des sols
L'occupation des sols de la commune, telle qu'elle ressort de la base de données européenne d’occupation biophysique des sols Corine Land Cover (CLC), est marquée par l'importance des territoires agricoles (65,4 % en 2018), une proportion identique à celle de 1990 (65,4 %). La répartition détaillée en 2018 est la suivante : 
zones agricoles hétérogènes (48,7 %), forêts (26,4 %), prairies (16,7 %), zones urbanisées (8,2 %).
L'IGN met par ailleurs à disposition un outil en ligne permettant de comparer l’évolution dans le temps de l’occupation des sols de la commune (ou de territoires à des échelles différentes). Plusieurs époques sont accessibles sous forme de cartes ou photos aériennes : la carte de Cassini (XVIIIe siècle), la carte d'état-major (1820-1866) et la période actuelle (1950 à aujourd'hui).

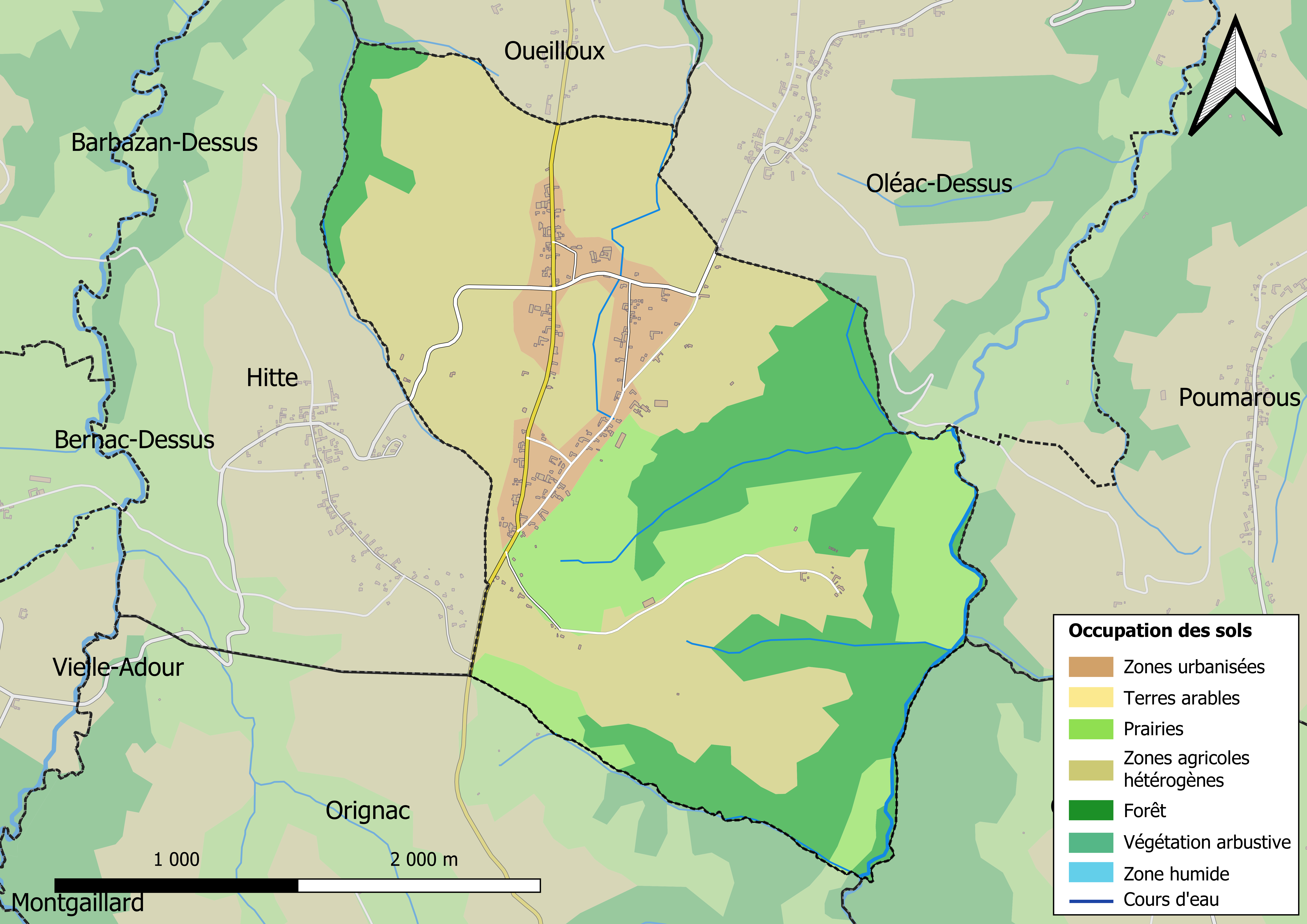
Carte des infrastructures et de l'occupation des sols en 2018 (CLC) de la commune.
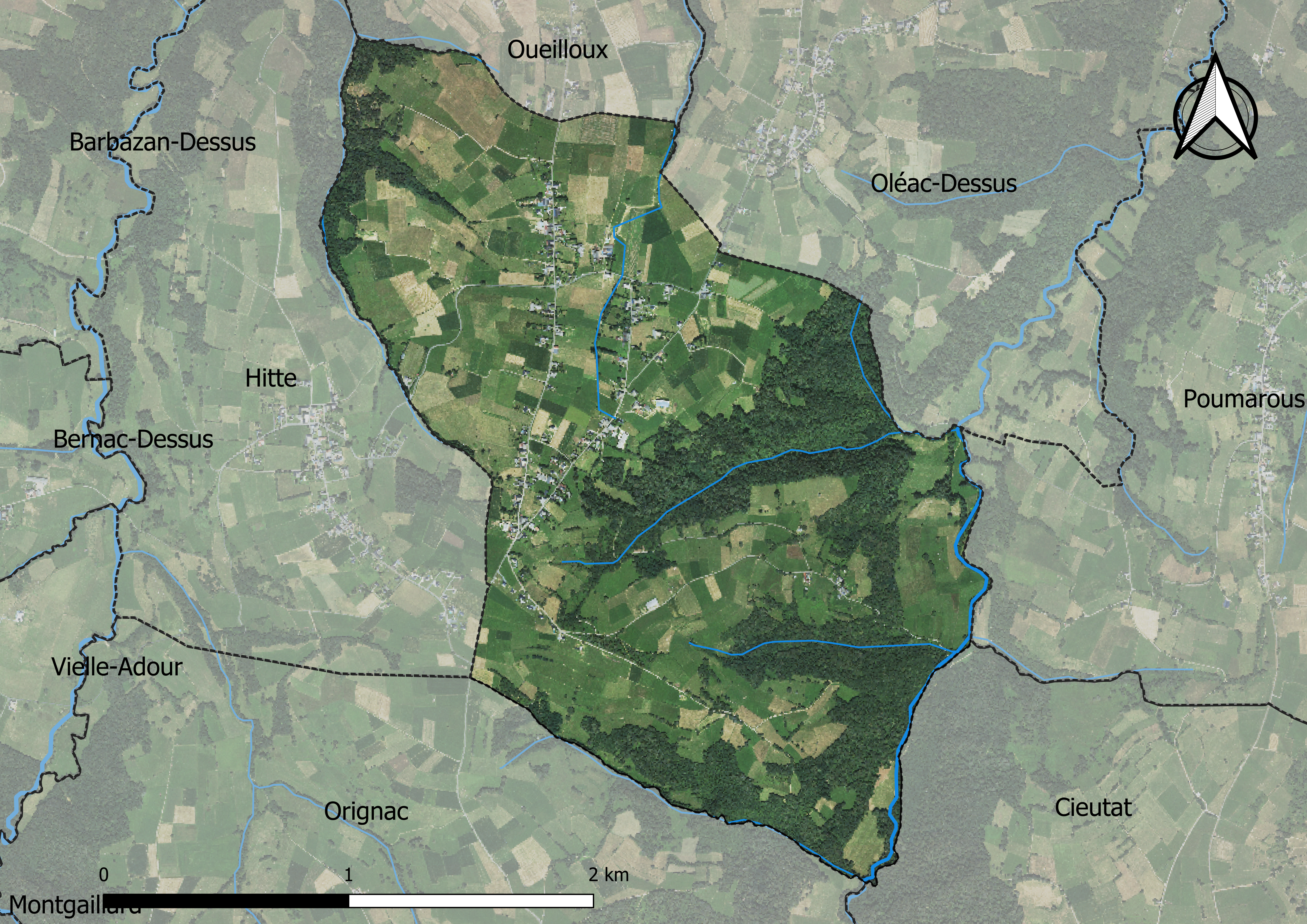
Carte orthophotogrammétrique de la commune.

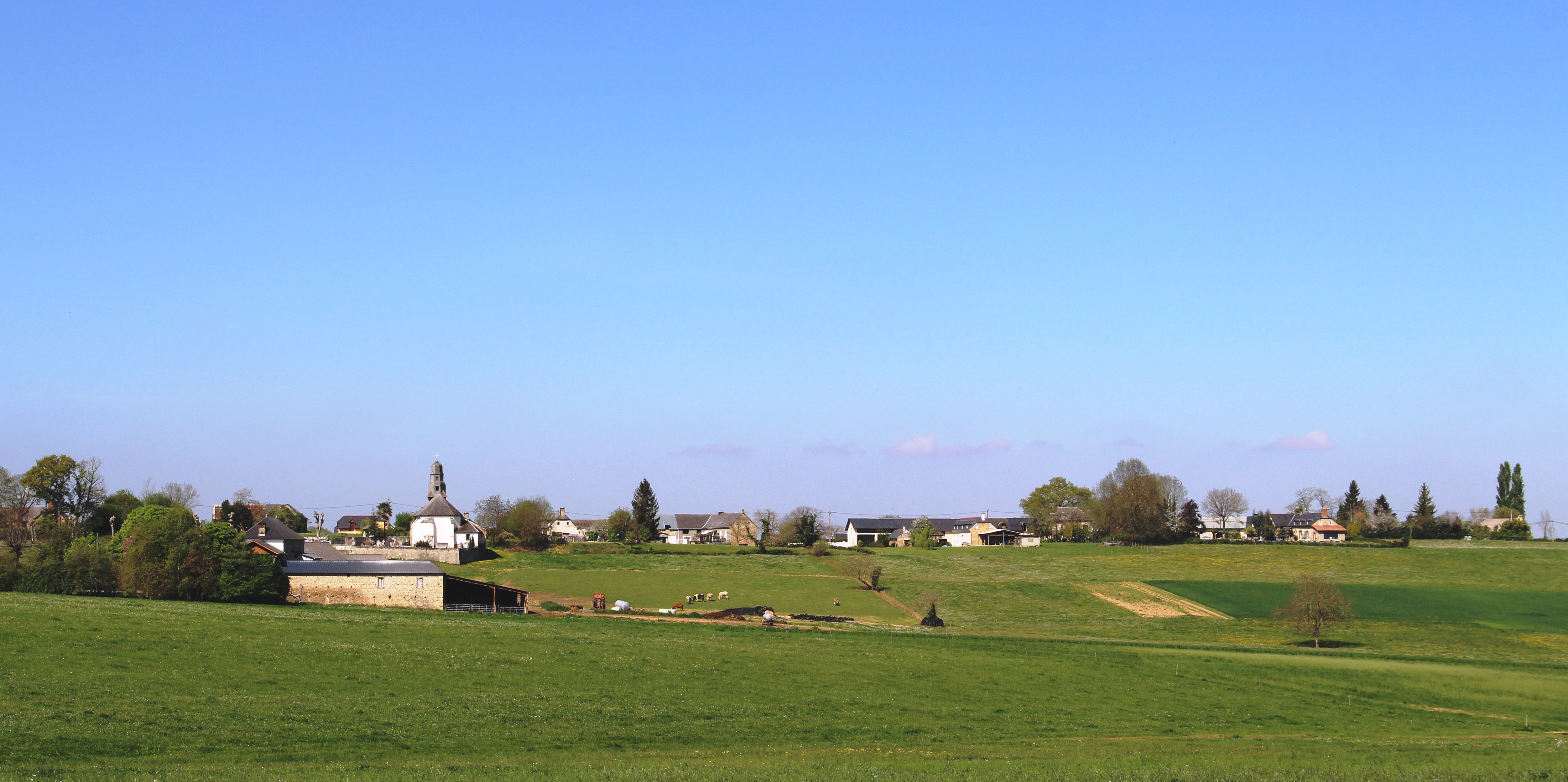
Vue en été.

### Logement
En 2012, le nombre total de logements dans la commune est de 97.

Parmi ces logements, 82.0   % sont des résidences principales, 5.6  % des résidences secondaires et 12.3   % des logements vacants.

### Voies de communication et transports
Cette commune est desservie par les routes départementales D 5 et D 28.

### Risques majeurs
Le territoire de la commune de Luc est vulnérable à différents aléas naturels : météorologiques (tempête, orage, neige, grand froid, canicule ou sécheresse), mouvements de terrains et séisme (sismicité moyenne). Il est également exposé à un risque technologique,  le transport de matières dangereuses. Un site publié par le BRGM permet d'évaluer simplement et rapidement les risques d'un bien localisé soit par son adresse soit par le numéro de sa parcelle.

#### Risques naturels
Luc est exposée au risque de feu de forêt. Un plan départemental de protection des forêts contre les incendies a été approuvé par arrêté préfectoral le 21 avril 2020 pour la période 2020-2029. Le précédent couvrait la période 2007-2017. L’emploi du feu est régi par deux types de réglementations. D’abord le code forestier et l’arrêté préfectoral du 27 octobre 2014, qui réglementent l’emploi du feu à moins de 200 m des espaces naturels combustibles sur l’ensemble du département. Ensuite celle établie dans le cadre de la lutte contre la pollution de l’air, qui interdit le brûlage des déchets verts des particuliers. L’écobuage est quant à lui réglementé dans le cadre de commissions locales d’écobuage (CLE).

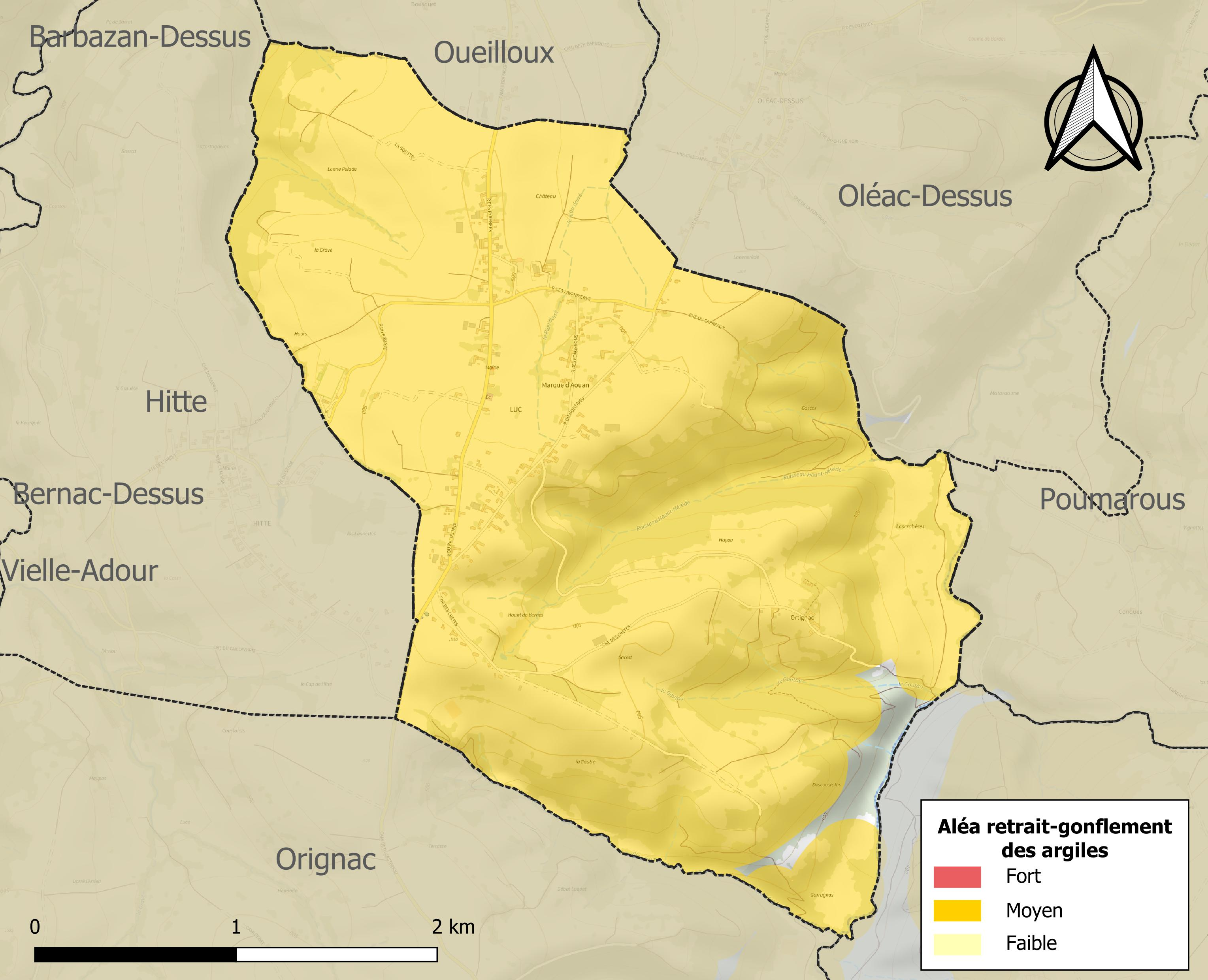
Carte des zones d'aléa retrait-gonflement des sols argileux de Luc.

Les mouvements de terrains susceptibles de se produire sur la commune sont des tassements différentiels.
Le retrait-gonflement des sols argileux est susceptible d'engendrer des dommages importants aux bâtiments en cas d’alternance de périodes de sécheresse et de pluie. 98 % de la superficie communale est en aléa moyen ou fort (44,5 % au niveau départemental et 48,5 % au niveau national). Sur les 103 bâtiments dénombrés sur la commune en 2019, 103 sont en aléa moyen ou fort, soit 100 %, à comparer aux 75 % au niveau départemental et 54 % au niveau national. Une cartographie de l'exposition du territoire national au retrait gonflement des sols argileux est disponible sur le site du BRGM,.
Par ailleurs, afin de mieux appréhender le risque d’affaissement de terrain, l'inventaire national des cavités souterraines permet de localiser celles situées sur la commune.
La commune a été reconnue en état de catastrophe naturelle au titre des dommages causés par les inondations et coulées de boue survenues en 1982, 1999 et 2009. Concernant les mouvements de terrains, la commune a été reconnue en état de catastrophe naturelle au titre des dommages causés par des mouvements de terrain en 1999.

#### Risque technologique
Le risque de transport de matières dangereuses sur la commune est lié à sa traversée par une canalisation de transport d'hydrocarbures. Un accident se produisant sur une telle infrastructure est susceptible d’avoir des effets graves sur les biens, les personnes ou l'environnement, selon la nature du matériau transporté. Des dispositions d’urbanisme peuvent être préconisées en conséquence.

## Toponymie

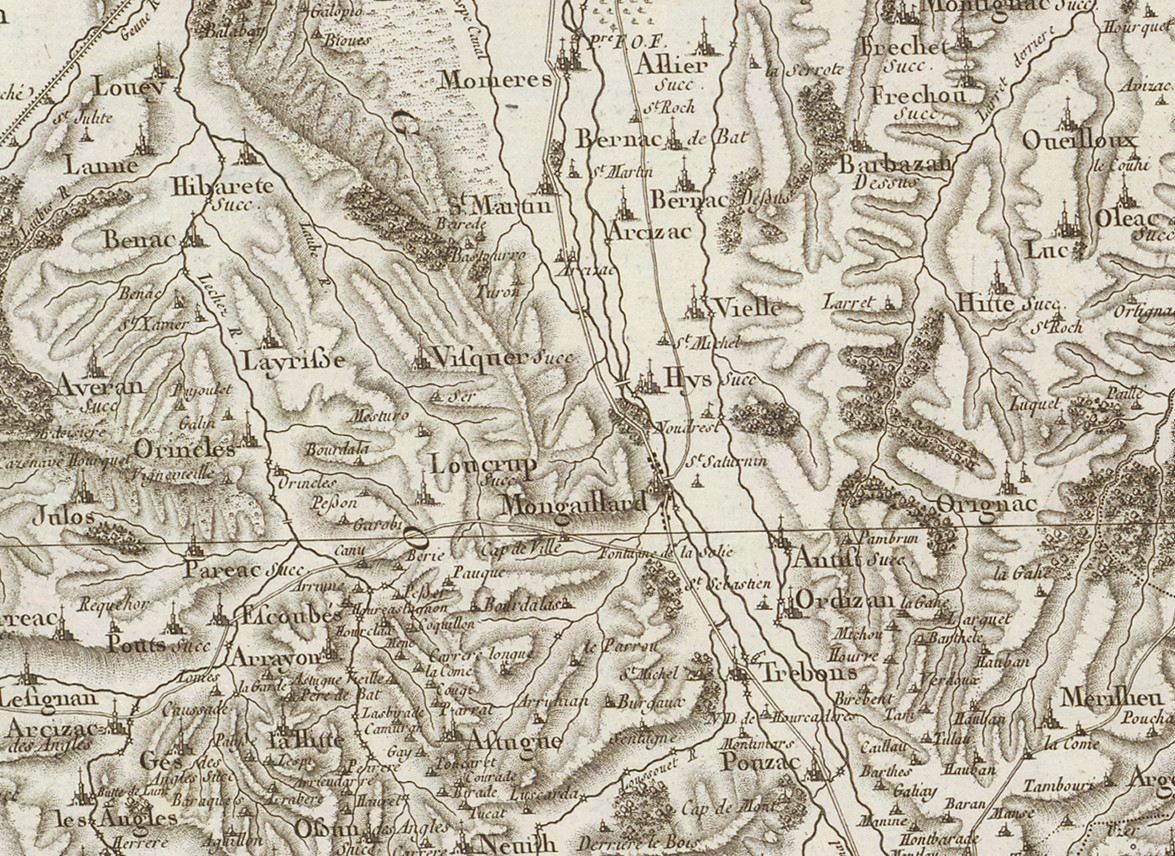
Extrait de la carte de Cassini (entre 1756 et 1789) situant Luc au nord de Montgaillard

On trouvera les principales informations dans le Dictionnaire toponymique des communes des Hautes Pyrénées de Michel Grosclaude et Jean-François Le Nail qui rapporte les dénominations historiques du village :
Dénominations historiques :
- B. de Luc, (1285, procès de Bigorre) ;
- De Luquo, latin (1313, Debita regi Navarre) ;
- De Luco, latin (1342, pouillé de Tarbes) ;
- Luc, (1429, censier de Bigorre) ;
- Luc , (fin XVIIIe siècle, carte de Cassini).

Étymologie : du latin lucus (bois sacré).
Nom occitan : Luc.

## Histoire

### Cadastre napoléonien de Luc
Le plan cadastral napoléonien de Luc est consultable sur le site des archives départementales des Hautes-Pyrénées.

## Politique et administration

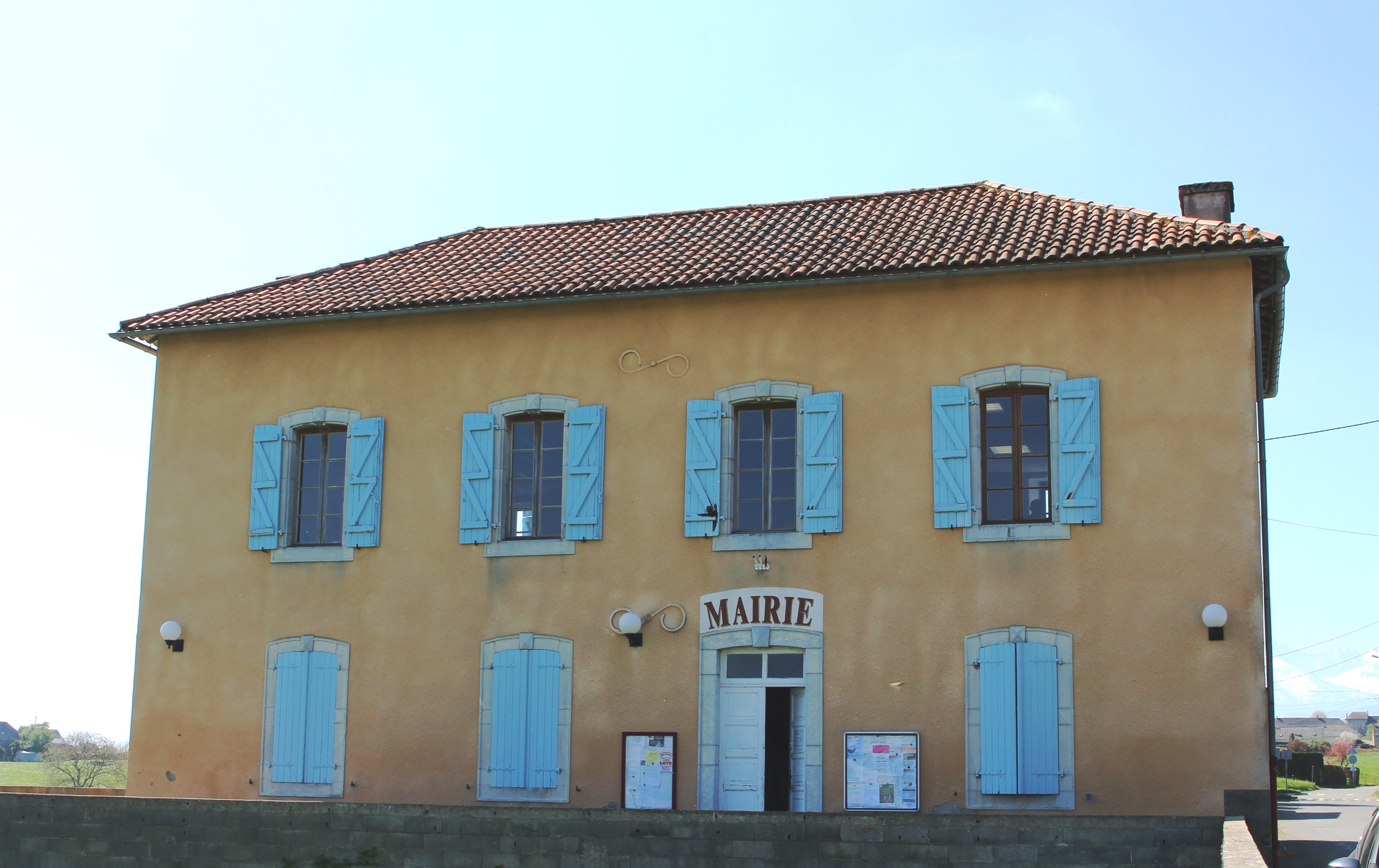
La mairie en 2017.

### Liste des maires
| Période                                  | Période   | Identité         | Étiquette | Qualité |
| ---------------------------------------- | --------- | ---------------- | --------- | ------- |
| Les données manquantes sont à compléter. |           |                  |           |         |
|                                          |           |                  |           |         |
| mars 2001                                | mars 2014 | Daniel Lamy      |           |         |
| mars 2014                                | En cours  | Christian Noguès |           |         |

### Rattachements administratifs et électoraux

#### Historique administratif
Pays et sénéchaussée de Bigorre, quarteron de Tarbes, baronnie de Luc, canton  de Tournay (depuis 1790).

#### Intercommunalité
Luc appartient à la communauté de communes des Coteaux du Val d'Arros créée en janvier 2017 et qui réunit 54 communes.

## Population et société

### Démographie

#### Évolution démographique

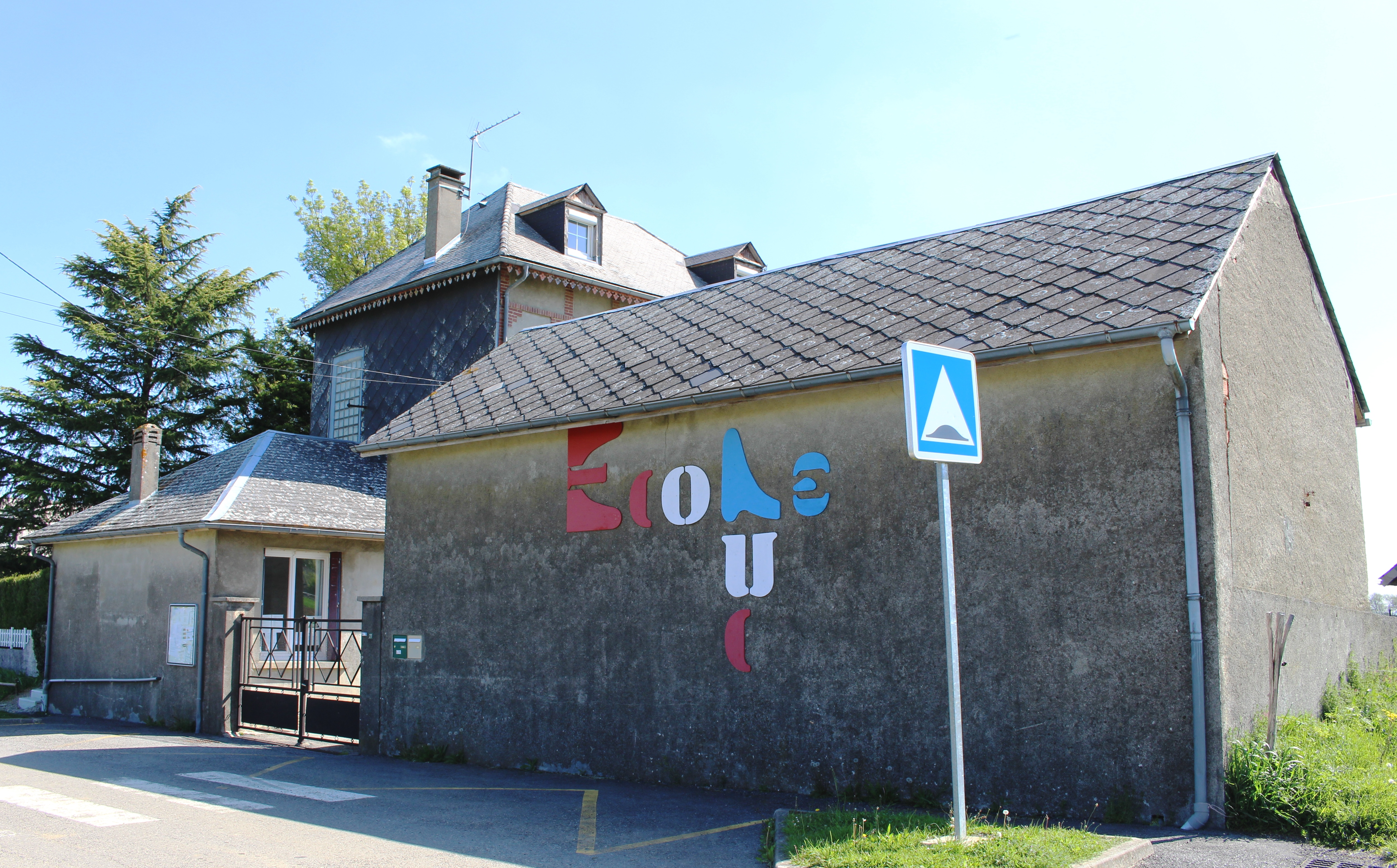
L’école élémentaire en 2017.

| 1793 | 1800 | 1806 | 1821 | 1831 | 1836 | 1841 | 1846 | 1851 |
| ---- | ---- | ---- | ---- | ---- | ---- | ---- | ---- | ---- |
| 288  | 244  | 328  | 393  | 450  | 441  | 460  | 488  | 496  |

| 1856 | 1861 | 1866 | 1876 | 1881 | 1886 | 1891 | 1896 | 1901 |
| ---- | ---- | ---- | ---- | ---- | ---- | ---- | ---- | ---- |
| 490  | 457  | 523  | 456  | 414  | 403  | 406  | 403  | 402  |

| 1906 | 1911 | 1921 | 1926 | 1931 | 1936 | 1946 | 1954 | 1962 |
| ---- | ---- | ---- | ---- | ---- | ---- | ---- | ---- | ---- |
| 404  | 405  | 346  | 312  | 288  | 284  | 251  | 248  | 227  |

| 1968 | 1975 | 1982 | 1990 | 1999 | 2005 | 2006 | 2010 | 2015 |
| ---- | ---- | ---- | ---- | ---- | ---- | ---- | ---- | ---- |
| 198  | 206  | 219  | 205  | 180  | 162  | 159  | 180  | 208  |

| 2020 | 2022 | - | - | - | - | - | - | - |
| ---- | ---- | - | - | - | - | - | - | - |
| 183  | 175  | - | - | - | - | - | - | - |

### Enseignement
La commune dépend de l'académie de Toulouse. Elle dispose d’une école en 2017.
- École élémentaire.

### Sports
- Rugby à XV  : Entente sportive des Coteaux de l'Arrêt rugby (ESCA)
  - Champion de France Promotion d'Honneur : 1992
  - Champion Armagnac-Bigorre Honneur : 2003
  - Champion Armagnac-Bigorre Promotion d'Honneur : 1992, 2011
  - Champion Armagnac-Bigorre 1re série : 2015, 2016
  - Champion Armagnac-Bigorre 2e série : 1998

## Économie

### Revenus
En 2018, la commune compte 81 ménages fiscaux, regroupant 180 personnes. La médiane du revenu disponible par unité de consommation est de 21 640 € (20 420 € dans le département).

### Emploi
|                | 2008  | 2013   | 2018  |
| -------------- | ----- | ------ | ----- |
| Commune        | 4,7 % | 10,7 % | 8 %   |
| Département    | 7,7 % | 9,4 %  | 9,8 % |
| France entière | 8,3 % | 10 %   | 10 %  |

En 2018, la population âgée de 15 à 64 ans s'élève à 111 personnes, parmi lesquelles on compte 83 % d'actifs (75 % ayant un emploi et 8 % de chômeurs) et 17 % d'inactifs,. Depuis 2008, le taux de chômage communal (au sens du recensement) des 15-64 ans est inférieur à celui de la France et du département.
La commune fait partie de la couronne de l'aire d'attraction de Tarbes, du fait qu'au moins 15 % des actifs travaillent dans le pôle,. Elle compte 24 emplois en 2018, contre 21 en 2013 et 14 en 2008. Le nombre d'actifs ayant un emploi résidant dans la commune est de 87, soit un indicateur de concentration d'emploi de 28 % et un taux d'activité parmi les 15 ans ou plus de 54,4 %.
Sur ces 87 actifs de 15 ans ou plus ayant un emploi, 14 travaillent dans la commune, soit 17 % des habitants. Pour se rendre au travail, 88,5 % des habitants utilisent un véhicule personnel ou de fonction à quatre roues, 2,6 % les transports en commun, 1,3 % s'y rendent en deux-roues, à vélo ou à pied et 7,7 % n'ont pas besoin de transport (travail au domicile).

## Culture locale et patrimoine

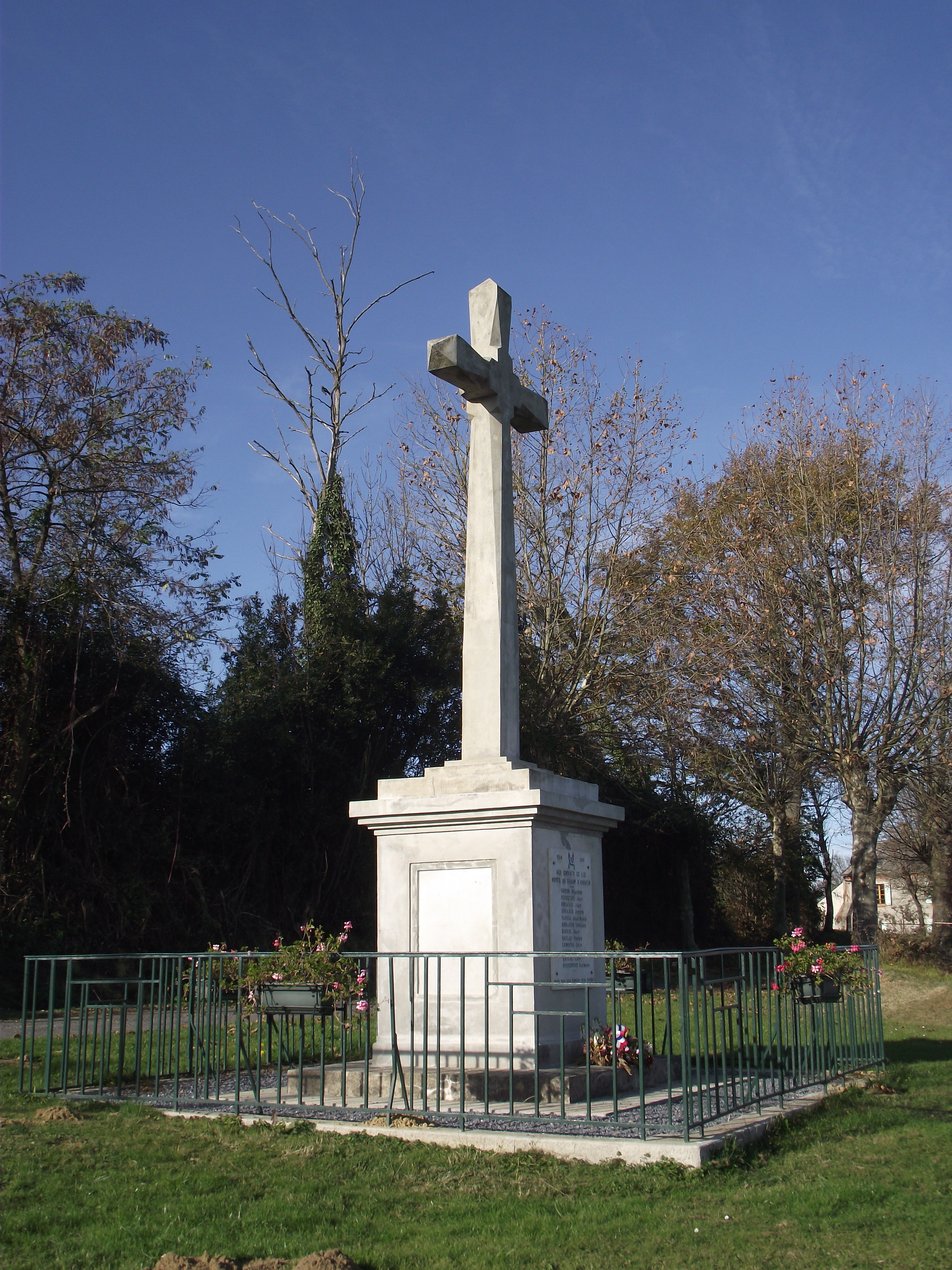
Le monument aux morts municipal.

### Lieux et monuments
- Église Saint-Jean-l'Évangéliste de Luc.
- Monuments aux morts.

Sélection de vues de l'église Saint-Jean-l'Évangéliste en 2017.
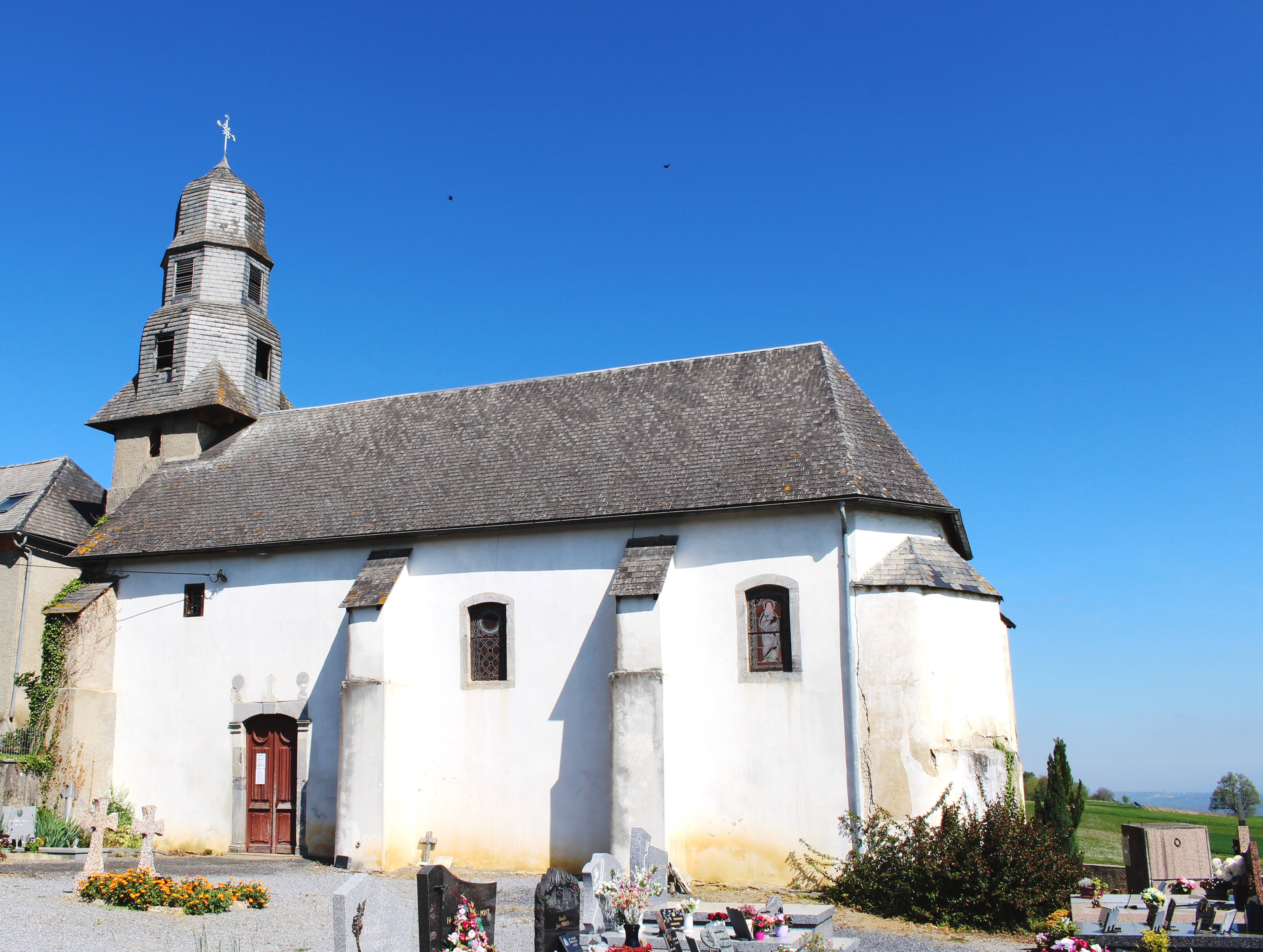
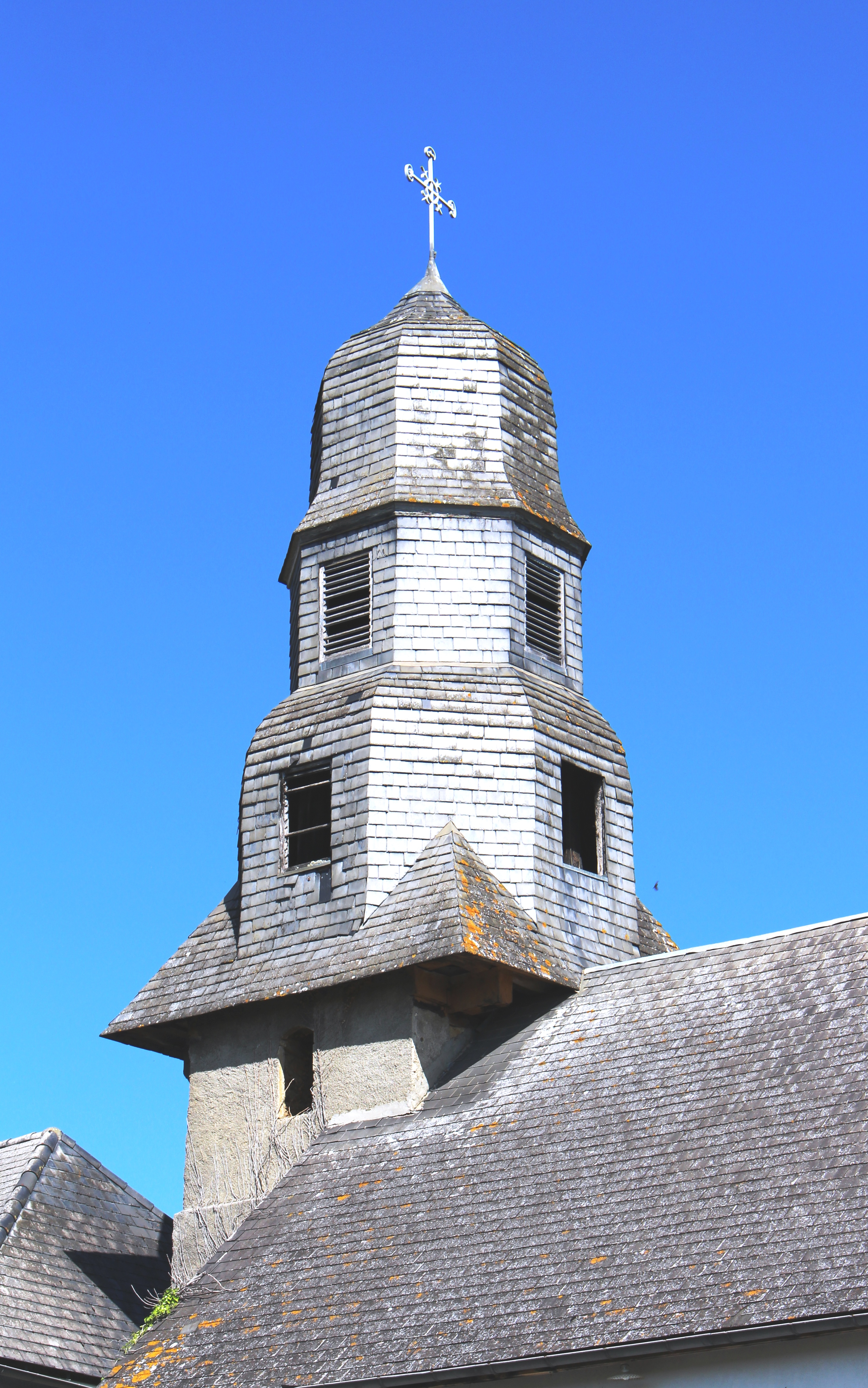
Le clocher
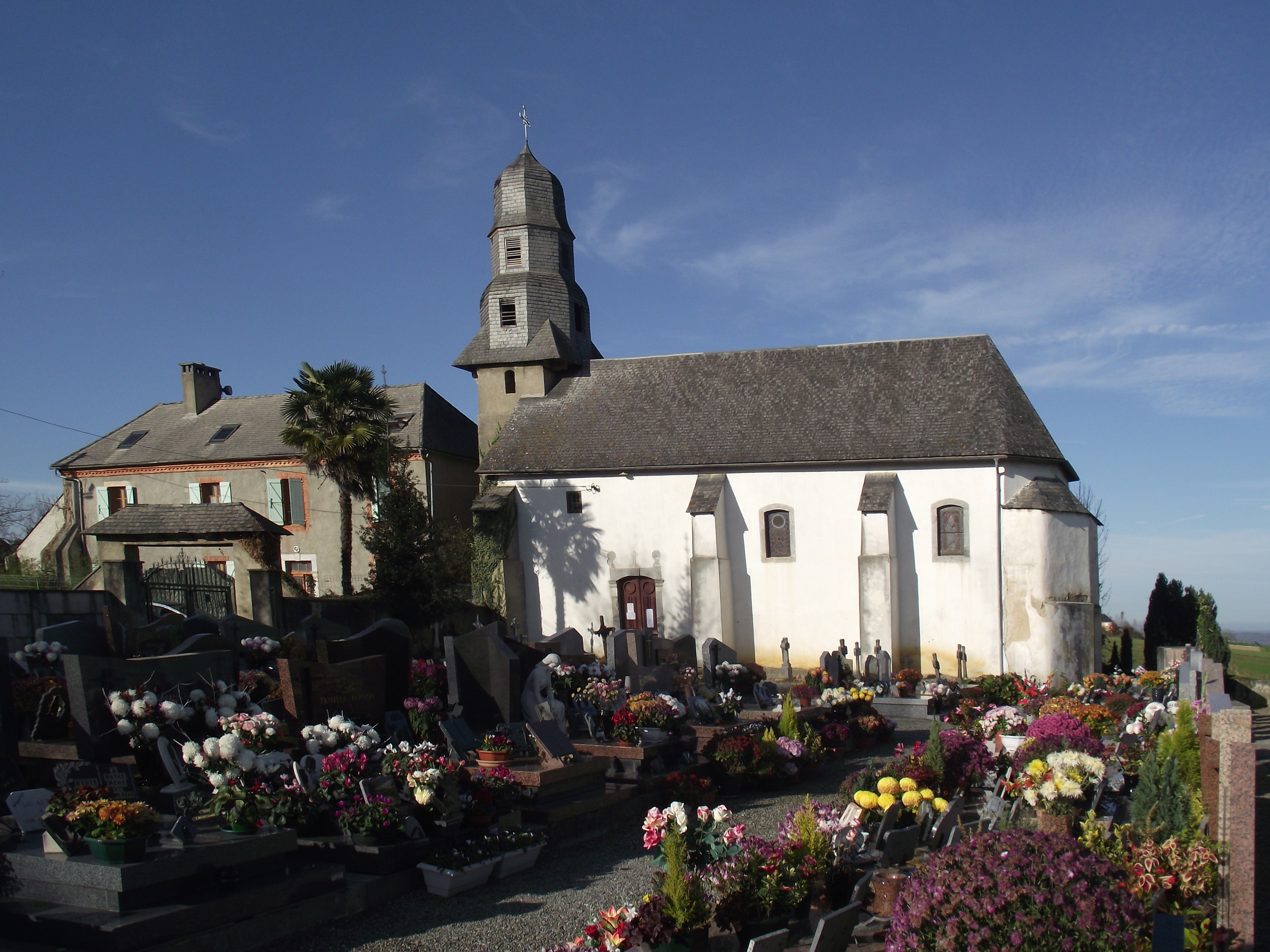

### Héraldique
| Blason | Blasonnement : D'azur aux deux lions léopardés couronnés d'or, passant l'un sur l'autre. Commentaires : ce blason est officiel (vérifié auprès de la mairie). |